# Cargaison
La cargaison (de l'occitan gascon « cargar » : « charger »), souvent appelée de manière plus générale et internationale le « fret » (de l'anglais « freight »), est l'ensemble des marchandises transportées. Le terme peut s'appliquer au transport de bétail mais ne s'applique jamais aux passagers.

## Modes de transport
La cargaison peut être véhiculée par divers modes de transport : aérien, spatial, maritime, fluvial, routier, ferroviaire. Les modes de transport ont pour fonction de transporter une cargaison d'un endroit à un autre, le plus rapidement possible, et en prenant soin de préserver ses caractéristiques qui doivent demeurer « saines, loyales, et marchandes ».
La cargaison faisant l'objet d'un échange international est soumise aux principes et modalités prévues par les incoterms.

## Typologie des cargaisons

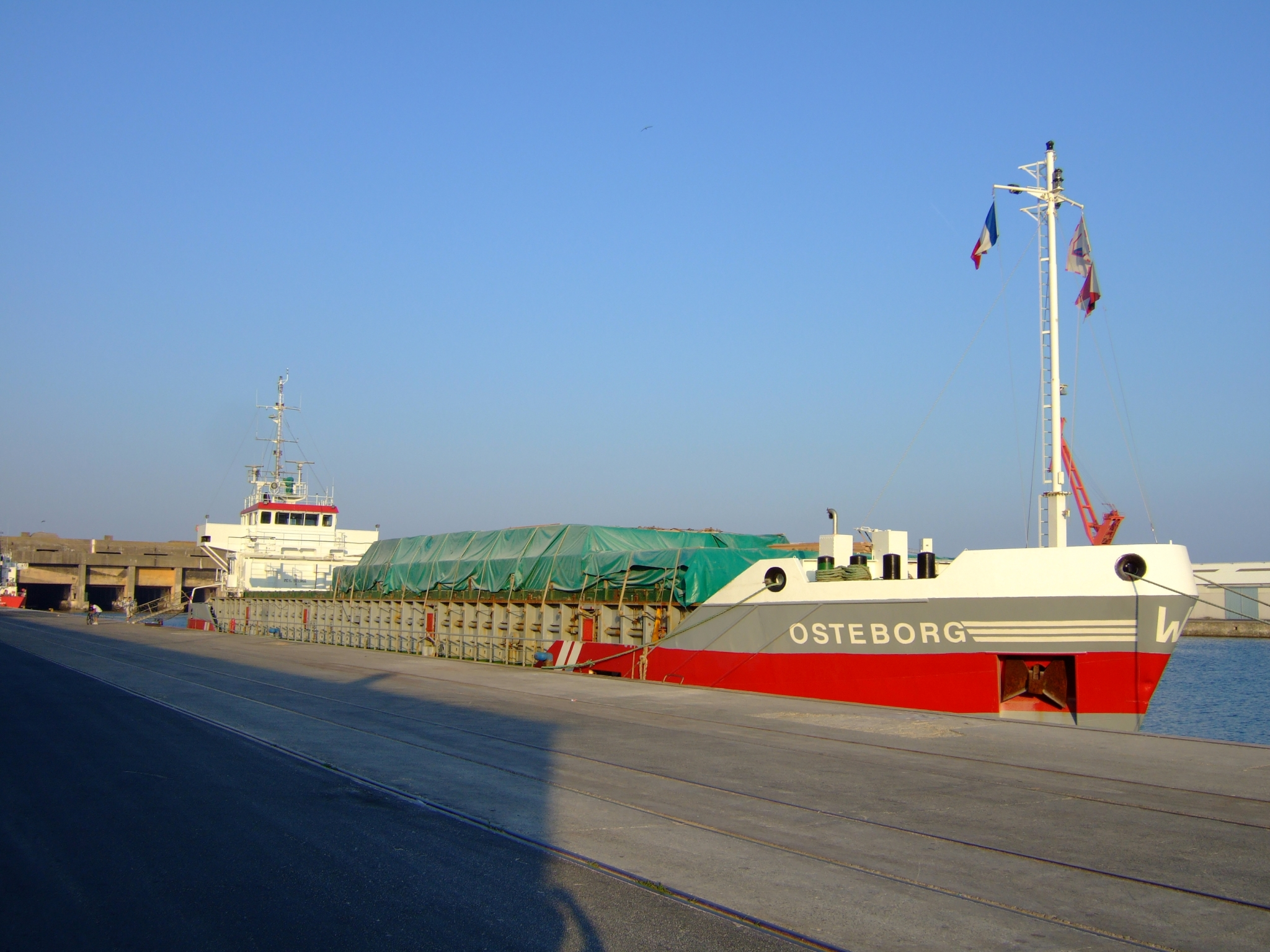
Cargo en attente au port de La Pallice avec un chargement en pontée.

La cargaison peut se présenter sous diverses formes : uniforme (par exemple uniquement du maïs) ou mixte (oranges, citrons, mandarines, etc.), liquide (par exemple du pétrole brut), en conteneurs, en palettes, en vrac, roulante (voiture), dangereuse (explosive, polluante, inflammable, etc.), réfrigérée (froid positif ou trafic par Navire frigorifique) ou congelée (froid négatif).
Les caractéristiques peuvent se combiner, par exemple : « dangereuse en conteneur » ou « en palette et réfrigérée ».

## Régime juridique de la cargaison
Souvent la cargaison transportée n'appartient pas  à celui qui la transporte. Le transporteur est seulement investi de la responsabilité de gardien de la chose transportée.
- Le transporteur doit être informé de la nature exacte de la cargaison transportée ;
- L'emballage éventuel doit être compatible avec les modalités de manutention et de transport ;
- Le transporteur s'assure que la cargaison est convoyée à tout instant selon des circonstances qui préservent ses qualités.

En fin de transport, 
- La marchandise doit être restituée au destinataire dans l'état initial où elle se trouvait au moment du chargement ;
- L'état apparent de son conditionnement doit laisser à penser que la cargaison restituée peut être réputée « saine, loyale et marchande ».

## Modalités propres au transport routier
Les marchandises ou cargaisons, transportées pour compte d'autrui, doivent faire l'objet d'un contrat de transport ou d'une « lettre de voiture ».

## Modalités propres au transport maritime
À chaque cargaison correspond généralement un navire de charge de construction adaptée ainsi que des normes d'arrimage. On fait également une différence entre une cargaison « chargée en cale » et une autre « chargée en pontée » (sur le pont ouvert aux éléments). Les manutentions de chargement-déchargement faites dans les ports peuvent impliquer des « dockers » ou « débardeurs ».
Une fois la cargaison embarquée, le capitaine de navire signe un connaissement prouvant l'embarquement en bon état apparent. Ce document est également un titre de propriété de la cargaison. Le même titre, après avoir transité par le circuit bancaire et l'acheteur, sera présenté au capitaine à l'arrivée au port de déchargement par le réceptionnaire de la cargaison. La cargaison pourra alors officiellement être déchargée et délivrée, la propriété ayant changé de main.